# Естас Тоне
Естас Тоне (на украински: Станіслав Тонне, роден на 24 април 1975 г.) е музикант, който описва себе си като „модерен трубадур“.

## Биография
Роден като Станислав Тоне през 1975 г. в Украинската съветска социалистическа република, той има еврейски и немски произход. Започва да свири на китара на осемгодишна възраст и учи класическа музика в местното музикално училище. След като семейството му се премества в Израел през 1990 г., Тоне спира да свири за 11 години. През септември 2001 г. се премества в Ню Йорк и продължава с музиката – свири на китара в дуо с цигуларя и уличен музикант Майкъл Шулман. В крайна сметка той започва да пътува по света като солов музикант. Тоне свири на концерти в страни по света, както и на улични, йога, арт или други фестивали. Естас свири на 10-струнна класическа китара, както и на флейта. Той е вегетарианец. Рядко остава повече от година на едно място като възрастен.

## Дискография

### Студийни албуми
- Black and White World – С Михаел Шулман (2002)
- Dragon of Delight, Vol. II (2004)
- 13 Songs of Truth (2008)
- Bohemian Skies – с La Familia Cosmica (2009)
- Place of the Gods (2011)
- Internal Flight (2013)
- Mother of Souls (Soundscape of Life) – с One Heart Family (2016)
- Time of the Sixth Sun: Sacred Transmissions (ремикс) – оригинален, документален саундтрак с Tobias (2021)

### Албуми на живо
- The Inside Movie (2012)
- Live in Odeon (2012)
- Internal Flight (на живо от Gara Vasara, 2013)
- Live In Ulm - Outer ◦ Inner – двоен албум (2018)[5]
- Space Creation (с Джонатан Бар Раши – на живо от Цюрих, 2021)